# Вільгельм фон Трота
Вільгельм фон Трота (нім. Wilhelm von Trotha; 7 серпня 1916, Кіль — 31 січня 1945, Балтійське море) — німецький офіцер-підводник, капітан-лейтенант крігсмаріне.

## Біографія
Представник давнього саксонського роду спадкових військовиків. 3 квітня 1936 року вступив на флот. З грудня 1938 року — вахтовий офіцер і офіцер взводу на легкому крейсері «Кенігсберг». 11 квітня 1940 року переданий в розпорядження адмірала на Західному узбережжі Норвегії. З січня 1941 року — офіцер з підготовки на навчальному кораблі «Шлезвіг-Гольштейн». В березні переданий в розпорядження дивізіону озброєння есмінців і торпедних катерів. З квітня — інструктор торпедного училища. В липні-жовтні пройшов курс підводника, після чого був переданий в розпорядження 1-ї флотилії. З березня 1942 року — вахтовий, з травня — 1-й вахтовий офіцер на підводному човні U-582. У вересні-листопаді пройшов курс командира човна. З 14 листопада 1942 по 11 травня 1943 року — командир U-733, з 19 червня 1943 року — U-745, на якому здійснив 4 походи (разом 114 днів у морі). 31 січня 1945 року U-745 був потоплений в Фінській затоці, південніше Ханко (59°30′ пн. ш. 23°00′ сх. д.) баражуючою міною з фінських мінних загороджувачів Louhi та Routsinsalmi. Всі 48 членів екіпажу загинули. 10 лютого 1945 року замерзле тіло Трота було знайдене в морі біля острова Фьогльо, який входить в Аландські острови, місцевими рибалками. 13 лютого він був похований на цвинтарі Фьогльо, відомому як «могила іноземців».
Всього за час бойових дій потопив 2 кораблі загальною водотоннажністю 740 тонн.
| Дата           | Назва корабля         | Тип             | Тоннаж | Екіпаж | Загинули | Країна |
| -------------- | --------------------- | --------------- | ------ | ------ | -------- | ------ |
| 26 серпня 1944 | T-45 Антикайнен (№48) | Мінний тральщик | 140    | ?      | ?        | СРСР   |
| 11 січня 1945  | T-76 Коралл           | Мінний тральщик | 600    | ?      | ?        | СРСР   |

## Звання
- Кандидат в офіцери (3 квітня 1936)
- Морський кадет (10 вересня 1936)
- Фенріх-цур-зее (1 травня 1937)
- Оберфенріх-цур-зее (1 липня 1938)
- Лейтенант-цур-зее (1 жовтня 1938)
- Оберлейтенант-цур-зее (1 жовтня 1940)
- Капітан-лейтенант (1 вересня 1943)

## Нагороди
- Залізний хрест
  - 2-го класу (14 травня 1940)
  - 1-го класу (21 серпня 1942)
- Нагрудний знак підводника (27 травня 1942)
- Нагрудний знак флоту (14 вересня 1942)